# Sebastian Fischer (Schauspieler, 1982)
Sebastian Fischer (* 8. Oktober 1982 in München) ist ein deutscher Schauspieler.

## Leben
Sebastian Fischer absolvierte von 2003 bis 2007 sein Schauspielstudium  an der Hochschule der Künste Bern. Nach seiner Ausbildung gab er in dem Märchenfilm Rumpelstilzchen (2007) als König Michael sein Fernsehdebüt. Es folgten mehrere Fernsehauftritte u. a. in Die Rosenheim-Cops (2007), Notruf Hafenkante (2008), Der Kaiser von Schexing (2009) und in Unsere Farm in Irland im Jahr 2010.
Von 2008 bis 2012 war er schwerpunktmäßig als Theaterschauspieler tätig, mit Bühnenengagements am Stadttheater Gießen, am Alten Schauspielhaus Stuttgart sowie am Landestheater Salzburg, wo er u. a. den Goethe in Faust I, Kasperl in Der Räuber Hotzenplotz (beide 2009) sowie Franzi Flöte in Nightfever und Thisbe in Shakespeares Ein Sommernachtstraum (beide 2011) verkörperte. Neben diversen Lesungen widmete sich Fischer ab 2014 wieder Film- und Fernsehproduktionen.
Nach seinem Kinodebüt 2007 in Fährst du mit setzte er seine Filmkarriere 2014 im französischsprachigen Film En mai, fais ce qu'il te plait fort. Auch in Fernsehproduktionen wirkte er in Episodenhauptrollen, u. a. in Um Himmels Willen (2014), Lena Lorenz (2015), SOKO München (2016), sowie 2017 im Münchner Tatort: Hardcore mit.
Von Anfang September 2017 (Folge 2761) bis Mitte Oktober 2018 (Folge 3019) spielte Fischer in der 14. Staffel der ARD-Telenovela Sturm der Liebe als Pferdewirt Viktor Saalfeld den Part des männlichen Protagonisten, mit Larissa Marolt und Dieter Bach als Partnern.
Fischer spielt auch im Theaterzelt Riedering samstags in Elfriede Ringsgwandls Stücken.

## Filmografie (Auswahl)
- 1996: Der Alte – Folge 216: Blumen des Todes (Fernsehserie, eine Folge)
- 1996: Der Alte – Folge 217: Nachtmorde (Fernsehserie, eine Folge)
- 2007: Rumpelstilzchen (Fernsehfilm)
- 2007, 2016: Die Rosenheim-Cops (Fernsehserie, zwei Folgen)
- 2008: Einmal Toscana und zurück (Fernsehfilm)
- 2008: Notruf Hafenkante: Keine Heimat (Fernsehserie, eine Folge)
- 2009: Der Kaiser von Schexing (Fernsehserie)
- 2010: Der Bergdoktor: Selbstlos (Fernsehserie, eine Folge)
- 2010: Unsere Farm in Irland (Fernsehreihe, zwei Folgen)
- 2012: Willkommen in Kölleda (Fernsehfilm)
- 2015: Um Himmels Willen: Wettlauf mit der Zeit (Fernsehserie, eine Folge)
- 2016, 2021: Lena Lorenz: Ein Fall von Liebe, Retterbaby (Fernsehreihe, zwei Folgen)
- 2017: SOKO München: Altweibersommer (Fernsehserie, eine Folge)
- 2017: Tatort: Hardcore (Fernsehreihe)
- 2017–2018, 2019: Sturm der Liebe (Fernsehserie, Serienhauptrolle)
- 2019: In aller Freundschaft – Die jungen Ärzte: Notlösungen (Fernsehserie, eine Folge)
- 2022: Der Alte: Zeugen der Anklage (Fernsehserie, eine Folge)
- 2024: Der Deserteur (Kinofilm)
- 2024: Watzmann ermittelt: Die Todesanzeige (Fernsehserie, eine Folge)